# Bermuda op de Olympische Zomerspelen 1968
Bermuda nam deel aan de  Olympische Zomerspelen 1968 in Mexico-Stad, Mexico. Ook de zevende olympische deelname bleef zonder medailles. Het zou tot 1976 duren voordat de eerste medaille werd behaald.

## Deelnemers en resultaten

### Atletiek
| Olympiër       | Discipline | Resultaat | Prestatie               |
| -------------- | ---------- | --------- | ----------------------- |
| Anthony Harper | 400m (m)   | 53e       | serie 5: 7e in 49,18    |
| Jeffrey Payne  | 1500m (m)  | 50e       | serie 4: 11e in 4.18,92 |

### Zeilen
| Olympiër                                      | Discipline | Resultaat | Prestatie                            |
| --------------------------------------------- | ---------- | --------- | ------------------------------------ |
| Jay Hooper                                    | finn       | 24e       | 167 punten: (20-13-22-23-17-DNF-DNS) |
| Richard Belbin Kirkland Cooper Eugene Simmons | dragon     | 13e       | 100 punten: (9-14-10-7-10-14-18)     |

Afghanistan · Algerije · Amerikaanse Maagdeneilanden · Argentinië · Australië · Bahama's · Barbados · België · Bermuda · Birma · Bolivia · Bondsrepubliek Duitsland · Brazilië · Brits-Honduras · Bulgarije · Canada · Centraal-Afrikaanse Republiek · Ceylon · Chili · Colombia · Congo-Kinshasa · Costa Rica · Cuba · Denemarken · Dominicaanse Republiek · Duitse Democratische Republiek · Ecuador · El Salvador · Ethiopië · Fiji · Filipijnen · Finland · Frankrijk · Ghana · Griekenland · Groot-Brittannië · Guatemala · Guinee · Guyana · Honduras · Hongarije · Hongkong · Ierland · IJsland · India · Indonesië · Irak · Iran · Israël · Italië · Ivoorkust · Jamaica · Japan · Joegoslavië · Kameroen · Kenia · Koeweit · Libanon · Libië · Liechtenstein · Luxemburg · Madagaskar · Maleisië · Mali · Malta · Marokko · Mexico · Monaco · Mongolië · Nederland · Nederlandse Antillen · Nicaragua · Nieuw-Zeeland · Niger · Nigeria · Noorwegen · Oeganda · Oostenrijk · Pakistan · Panama · Paraguay · Peru · Polen · Portugal · Puerto Rico · Roemenië · San Marino · Senegal · Sierra Leone · Singapore · Soedan · Sovjet-Unie · Spanje · Suriname · Syrië · Taiwan · Tanzania · Thailand · Trinidad en Tobago · Tunesië · Turkije · Tsjaad · Tsjecho-Slowakije · Uruguay · Venezuela · Verenigde Arabische Republiek · Verenigde Staten · Vietnam · Zambia · Zuid-Korea · Zweden · Zwitserland